# Cabournieu
Le Cabournieu est un ruisseau qui traverse le département du Gers et un affluent gauche du Bouès dans le bassin versant de l'Adour.

## Géographie
D'une longueur de 11,3 kilomètres, il prend sa source sur la commune de Troncens (Gers), à l'altitude 320 mètres.
Il coule du sud-est vers le nord-ouest et se jette dans le Bouès à Laveraët (Gers), à l'altitude 155 mètres.

## Communes et cantons traversés
Dans le département du Gers, le Cabournieu traverse trois communes et un canton : dans le sens amont vers aval : Troncens (source), Monlezun et Laveraët (confluence).
Soit en termes de cantons, le Cabournieu prend source et conflue dans le canton de Marciac.

## Affluents
Le Cabournieu n'a pas d'affluent référencé par le SANDRE.